# Sarita Choudhury
Sarita Choudhury, född 18 augusti 1966 i London, är en brittisk skådespelare.
Choudhury har bland annat medverkat i TV-serierna Homeland och Fallout. Hon har även medverkat i filmen Lady in the Water.

## Filmografi (i urval)
- 1991 – Mississippi Masala
- 1993 – Andarnas hus
- 1998 – Ett perfekt mord
- 2006 – Lady in the Water
- 2011–2017 – Homeland (TV-serie)
- 2014 – The Hunger Games: Mockingjay – Part 1
- 2015 – The Hunger Games: Mockingjay – Part 2
- 2016 – A Hologram for the King
- 2019 – Modern Love (TV-serie)
- 2021–2023 – And Just Like That... (TV-serie)
- 2024 – Fallout (TV-serie)